# Saint-Denis-des-Puits
Saint-Denis-des-Puits é uma comuna francesa na região administrativa do Centro, no departamento Eure-et-Loir. Estende-se por uma área de 13,5 km². Em 2010 a comuna tinha 143 habitantes (densidade: 10,6 hab./km²).